# Dasyhelea tristyla
Dasyhelea tristyla är en tvåvingeart som beskrevs av Wirth 1952. Dasyhelea tristyla ingår i släktet Dasyhelea och familjen svidknott. Inga underarter finns listade i Catalogue of Life.